# Escola de les cinc mesures d'arròs

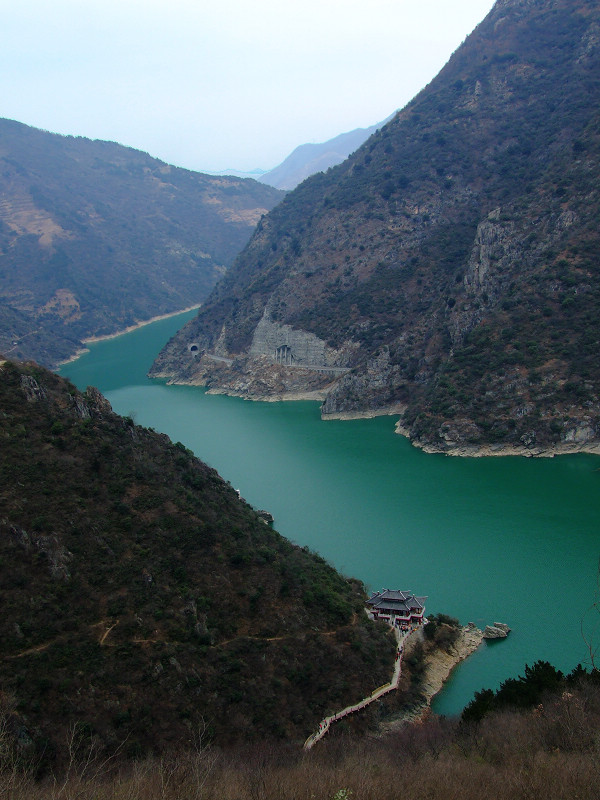
La vall de Hanzhong, la ubicació de l'estat dels Mestres Celestials

L'Escola de les cinc mesures d'arròs o la Via de les cinc mesures d'arròs (xinès tradicional: 五鬭米道, xinès simplificat: 五斗米道, pinyin: Wǔdǒumǐ Dào) o el Camí del Mestre Celestial, abreujat simplement, Els Mestres Celestials, fou un moviment xinès taoista fundat pel primer Mestre Celestial Zhang Daoling el 142 dC. En el seu apogeu, el moviment controlava un estat teocràtic a la vall de Hanzhong, al nord de Sichuan. El 215 dC, l'estat es va incorporar al Regne de Wei de Cao Cao, i els seguidors del Mestre Celestial es van dispersar per tota la Xina.
Els Mestres Celestials creien que el txi ho impregnava tot, i per aconseguir la immortalitat, el correcte equilibri del txi havia d'estar present dins del cos. Tenir una quantitat pobra de txi en el cos, comportaria una malaltia i, finalment, la mort. La meditació es pot usar per restaurar el txi en el cos, però s'ha d'evitar el sexe, ja que podria provocar la pèrdua de txi. Si existia l'equilibri correcte de txi dins del cos després de la mort, un individu podria "fingir la mort" i renéixer. Si no, seria transportat a una presó terrenal on s'enfrontaria al turment etern.
L'estat de Hanzhong es va dividir en 24 regions, que van ser dirigides per un funcionari. Cada districte tenia un registre civil que censava els noms i rangs de les persones. Tres vegades a l'any, els registres s'actualitzaven al mateix temps que se celebrava una festa important. Mentre que el rang d'un nen es va elevar automàticament, els adults van haver d'elevar el seu propi rang a través de l'assoliment religiós o el matrimoni. Les persones de major rang tenien més elements divins a la seva disposició, que podien usar-se per combatre dimonis que causaven mala sort o malaltia. L'estat tenia un sistema de lleis que fomentava la confessió i la benevolència en lloc del càstig estricte. Se'ls demanava als delinqüents que confessessin els seus crims i meditessin, i se'ls oferia un treball públic com a sentència. Pocs textos escrits pels Mestres Celestials Hanzhong sobreviuen. El més important és el comentari de Xiang'er al Dàodé jīng. Tot i que l'estat de Hanzhong va durar només vint-i-cinc anys, les seves creences van influir en tots els moviments taoistes posteriors.

## Història

Zhang Heng, fill de Zhang Daoling, i famós astrònom i pintor xinès

El 142 dC, Zhang Daoling va anunciar que Lao-Tse se li havia aparegut i li havia ordenat que lliurés al món de la decadència i establís un nou estat format únicament per "persones seleccionades". Zhang es va convertir en el primer Mestre Celestial i va començar a difondre el seu moviment per tota la província de Sichuan. Inicialment, el moviment es va anomenar la Via de les cinc mesures d'arròs, perquè a cada persona que volia unir-se se li exigia que donés cinc mesures d'arròs. El moviment es va estendre ràpidament, particularment sota el seu fill Zhang Heng (张衡) i el seu net Zhang Lu. Els Zhang van poder convertir molts grups a la seva causa, com el Bandun Man (que pertany a la gent de l'Estat de Ba), la qual cosa va enfortir el seu moviment. El 184, Zhang Xiu (張 脩, no relacionat amb Zhang Lu) es va rebel·lar contra la dinastia Han. El 191, Zhang Lu i Zhang Xiu van ser enviats a conquerir la vall de Hanzhong, just al nord de Sichuan, que estava sota el control de Zhang Xiu. Durant la batalla posterior, Zhang Xiu va ser assassinat, i Zhang Lu va fundar l'estat teocràtic de Zhanghan, gaudint d'una plena independència.
El 215 dC, Cao Cao, el governant del Regne de Wei, va atacar l'estat de Hanzhong, i va obligar Zhang Lu a fugir a l'est de Sichuan, on més tard es va rendir. Zhang va rebre un títol i terres, igual que altres membres de la família i generals. Els seus seguidors es van veure obligats a reubicar-se en altres parts de la Xina, amb un grup enviat a la zona de Chang'an i un altre enviat a Luoyang. Zhang i la seva família es van traslladar a la seu administrativa de Cao Cao a Ye, situada a l'actual província de Henan. Després va usar la seva pròpia popularitat com a líder religiós per donar legitimitat als Wei, proclamant que la cort Wei havia heretat l'autoritat divina de l'església taoísta, i també de les lleis confucianes. Poc després de la rendició, Zhang Lu va morir i va ser succeït pel seu fill, Fu. Després d'aquest succés, hi ha poques fonts històriques fins al 255 dC, quan es va trobar un text que indica que la comunitat del Mestre Celestial s'estava fragmentant com a resultat de l'agitació política dins del Regne de Wei.
El col·lapse del Regne de Wei el 260 dC, juntament amb la caiguda del nord de la Xina sota els huns el 317 dC, va dispersar encara més als seguidors del Mestre Celestial. Els Mestres Celestials més tard van ressorgir durant els segles IV i V com dos línies diferents, els Mestres Celestials del Nord i els del Sud.

## Textos

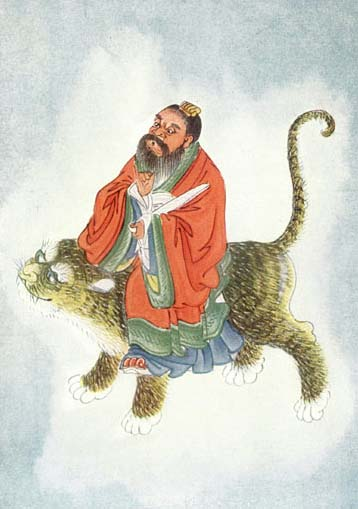
Zhang Daoling, el primer Mestre Celestial levitant sobre un tigre

L'únic text significatiu del Mestre Celestial que va sobreviure del període Hanzhong és el Xiang'er, un comentari sobre el Daodejing. Aquest text dona una idea de les creences fisiològiques dels Mestres Celestials, les pràctiques de meditació i els rituals. A més, el comentari reinterpreta el Daodejing per abastar a tota la humanitat com la seva audiència prevista, en lloc de tenir només un savi. El Taipingjing, un text atribuït als turbants grocs, no era un text del Mestre Celestial, sinó que reflecteix, almenys en part, algun pensament i pràctica del Mestre Celestial. Un text posterior escrit el 255, conegut com a Manaments i amonestacions per a les famílies del gran Dao va ser compost per una comunitat de Mestres Celestials escindits després de la dispersió de la població de Hanzhong. Si bé hom n'atribueix l'autoria a Zhang Lu, és probable que aquest text no hagi estat escrit per ell, ja que probablement va morir el 255 d.C.

## Creences i pràctiques
Els Mestres Celestials creien que succeiria una apocalipsi que gairebé destruiria a la humanitat. Només 18.000 deixebles del Mestre Celestial que tinguessin l'equilibri correcte de txi sobreviurien al desastre. Aquestes van ser les persones triades com a posseïdores de la llavor per repoblar la Terra després d'aquesta apocalipsi.

### Txi
La base de la creença del Mestre Celestial és que hi ha una font d'energia coneguda com a txi, que neix del Tao i és la font de la vida de totes les coses. El cos humà conté esperits que necessiten ser nodrits per l'equilibri apropiat de txi. Hi ha tres tipus de txi: el txi yin, el txi yang i el txi barrejat, que combina el yin i el yang. L'objectiu d'un taoista és aconseguir la transcendència a un plànol superior. Per fer això, han de preservar i harmonitzar els seus esperits interns. Només a través de la meditació que guia el txi correctament per tot el cos, els esperits poden estar ben harmonitzats. Si bé és sabut que els Mestres Celestials van meditar per obtenir el txi, no ha perdurat cap descripció de les seves pràctiques de meditació.

### Immortalitat

Símbol taoista del yin i el yang o Taijitu

Un objectiu comú del taoisme primitiu era estendre la vida aconseguint la immortalitat. Els Mestres Celestials creien que per aconseguir la immortalitat, hom no havia d'estendre la vida al món actual, sinó "fingir la mort" en aquest món i renéixer a l'altre costat. Per simular la mort, un adepte havia de tenir els seus esperits interns perfectament harmonitzats. Quan algú amb esperits interns refinats moria en aquest món, el seu esperit s'aventurava al "Palau de la Gran Foscor" on la seva forma es refinaria i després renaixeria en un estat perfeccionat en l'altre costat. No hi ha textos que ens hagin arribat que descriguin quin tipus de lloc era aquest altre costat. Aquells que no van aconseguir harmonitzar els seus esperits interns abans de la mort renaixerien a les presons terrenals subterrànies, on estarien subjectes al turment i a les fatigues eternes.

### Malaltia
En la comunitat Hanzhong, d'alguna manera, tots van ser considerats com a malalts. Això era perquè el pecat va causar que el txi abandonés el cos, i el txi era necessari per a la vida. Amb la finalitat de guarir qualsevol malaltia, el penediment va ser un factor crucial per garantir que la pèrdua de txi podria ser reprimida. El penediment podia aconseguir-se passant temps en una "cambra del silenci" i reflexionant sobre els pecats d'un, o copejant-se el pit i doblegant-se al cel. La malaltia també es podia guarir d'altres maneres com, per exemple, l'ús herbes medicinals i escoltar música ritual. Menjar molt poc també era d'extrema importància i una dieta ideal consistiria a no menjar gens i incorporar només coses no corporals com l'aire, que la persona podria absorbir mitjançant la meditació.

### Sexualitat

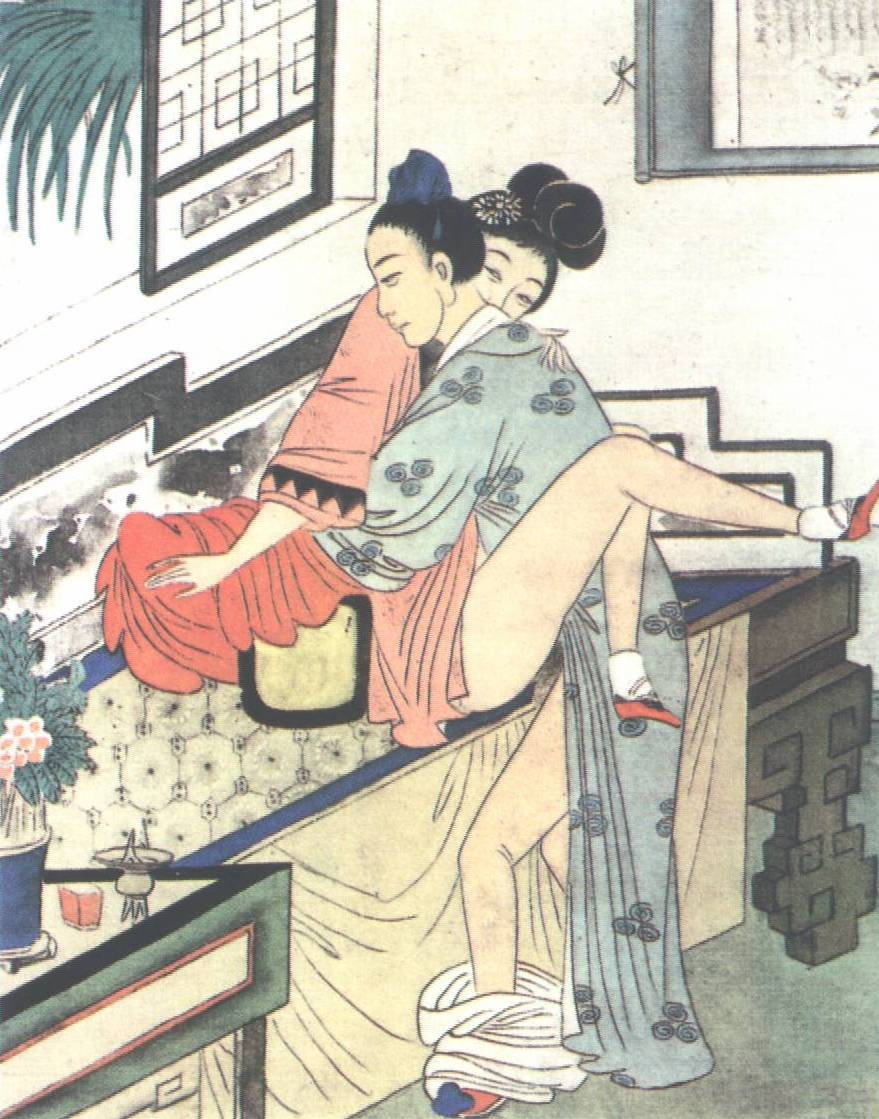
Una impressió xinesa que representa "La unió de les essències", basada en l'art de la dinastia Tang

Les pràctiques sexuals correctes era un mètode per perfeccionar els esperits interns del cos. Els Mestres Celestials creien que el semen era l'encarnació del txi. Si algú ejaculava massa sovint, la seva vida s'escurçaria. De fet, el Xiang'er indica que les persones ni tan sols haurien de tenir relacions sexuals per a finalitats de reproducció. Els Mestres Celestials van reprovar la pràctica del heqi (també coneguda com "La unió de les respiracions") de no ejacular durant el sexe per "alimentar el cervell", i van defensar la no ejaculació simplement com una forma d'evitar la pèrdua del txi. A més, els Mestres Celestials van pensar que el mètode de robar el txi d'una dona per recuperar el propi txi de l'home era completament erroni, i no hauria de practicar-se. Malgrat la seva oposició al heqi i al sexe reproductiu, existeix la possibilitat que els Mestres Celestials recolzessin el sexe per a finalitats diferents de la reproducció, i un text del Mestre Celestial del segle V descriu un elaborat ritual sexual.

## Organització
La regió governada pels Mestres Celestials, per raons administratives i religioses, es va dividir en 24 regions. Cadascuna d'aquestes 24 regions estava connectada amb una de les Cinc Fases, un dels 24 períodes de l'any i amb una de les 28 constel·lacions del zodíac. Depenent dels seus signes de naixement, cada membre pertanyia a un d'aquests districtes. Cadascuna de les 24 regions estava administrada per 24 oficials, que tenien sota el seu comandament 240 exèrcits d'esperits, compostos per 2.400 generals, 2.400 oficials i 240.000 soldats. Aquest sistema d'administració reflectia el sistema de govern utòpic descrit al Zhouli.
L'administració i la religió estaven estretament vinculades en el sistema dels Mestres Celestials. Els individus van ser agrupats per famílies, i cadascun estava adscrit a un districte. Les famílies i els districtes, i els déus tenien còpies dels registres civils. Els registres tenien descripcions detallades de les persones i registraven el rang, la identitat i la ubicació de cada persona. Qualsevol canvi en els registres havia d'anar acompanyat d'una contribució monetària coneguda com a "salari de fe". Les sol·licituds als déus seguien un model burocràtic i es van redactar d'acord amb codis administratius específics. L'efectivitat d'aquestes sol·licituds depenia de l'exactitud dels registres mantinguts pels déus.
Els nous membres d'aquest grup es van dividir en grups dirigits per instructors. Els neòfits van ser instruïts per un catecisme similar a que es troba en el Xiang'er, que probablement era un tipus de meditació que més tard es va generalitzar en moviments com l'Escola Shangqing del Taoisme. Aquests instructors manejaven deures religiosos i administratius, rebien impostos i establien hostals en el camí per als viatgers.
El rang de cada persona estava determinat per la quantitat de generals divins que tenien a la seva disposició i pel nombre d'escriptures divines que havien aconseguit. Aquests generals divins es van usar per lluitar contra els dimonis vagabunds que podrien portar infortuni o malaltia. Una persona rebia al seu primer general a l'edat de sis anys, i en les cerimònies posteriors rebria més i més generals i aconseguiria una classificació més alta fins que s'aconseguís un complement complet als dinou anys. El matrimoni uniria dos grups de generals, donant així un ús conjunt de 150 generals divins. Després del matrimoni, un major augment en la classificació només podria aconseguir-se mitjançant l'assoliment religiós.
En certes dates de l'any, com els equinoccis, es van dur a terme cerimònies en grup en les quals els mestres impartien els seus ensenyaments. Durant aquestes cerimònies, sovint se celebraven festes comunals, on es menjava i s'oferia menjar als déus. Les festes també tenien lloc quan hi havia un naixement o una mort, o per portar felicitat i prevenir el mal. Els participants en aquesta festa es van organitzar segons la seva posició religiosa, tenint en compte el mèrit i l'antiguitat com a factors determinants. Durant les tres dates importants conegudes com a Sanyuan, se celebraven les festes més importants. Durant aquestes festes, tres cops a l'any, es feia un cens de naixements, morts i moviments populars. En aquest moment, també s'esperava que els membres donessin les cinc mesures d'arròs.

## Lleis
A l'estat de Hanzhong, el pecat i el comportament criminal no es diferenciaven. Per eliminar el pecat, un membre havia de reconèixer primer el seu crim, i després havia d'anar a una "cambra silenciosa" per meditar. Allí, hauria d'escriure tres confessions que se li oferirien al Senyor del Cel, el Senyor de la Terra i el Senyor de l'Aigua. Per a crims públics, un acusat seria indultat tres vegades per les seves accions i després seria sentenciat. L'oració depenia del tipus de delicte, però sempre involucrava el servei comunitari. Per a un delicte menor, la sentència generalment era arreglar un camí. Podia demanar-se a un infractor reincident que donés materials de construcció per millorar els edificis locals. Altres lleis van prohibir l'alcohol i van prohibir la matança d'animals durant la primavera i l'estiu.

## Llegat
La creença i les pràctiques dels Mestres Celestials Hanzhong tingueren un profund llegat sobre la futura creença taoista. El moviment va marcar un canvi significatiu dels primers moviments filosòfics taoistes. Ja no era el taoisme un passatemps filosòfic per als lletrats i rics; ara es promovia a totes les classes de la societat, inclosos els analfabets i els no xinesos. A més, els Mestres Celestials van ser el primer grup taoista que organitzaren una estructura sacerdotal que va ajudar a difondre les seves creences. En ser els primers taoistes organitzats, els primers Mestres Celestials són els avantpassats de tots els moviments taoistes posteriors, com els moviments Shangqing i Lingbao, i també els taoistes Zhengyi medievals, que van reivindicar l'afinitat amb els primers Mestres Celestials.